# Körmendi Zoltán
Körmendi Zoltán, született: Frim Zoltán (Budapest, 1898. június 10. – Gunskirchen, 1944) költő, író, publicista.

## Élete
Budapesten született Frim Gyula (1860–1940) déli vasúti hivatalnok és Schöntag Franciska fiaként. Apai nagyszülei Frim Ferenc tímár és Kohn Róza, anyai nagyszülei Schöntag Salamon szállító-és bérkocsi tulajdonos és Frankel Rozália voltak. Beiratkozott az egyetem jogi karára, de azt nem végezhette el. A Tanácsköztársaság eseményeiben a közoktatási népbiztosság munkatársaként, majd fegyverrel is részt vett. Ezért utóbb letartóztatták és kitiltották az ország egyetemeiről. Hivatalnok lett, közben verseket, szépprózát, szociográfiát írt és szerepet vállalt a munkásmozgalomban, többek között az illegális Vörös Segély tevékenységében.
1919-ben Budapesten házasságot kötött Weisz Salamon Zsigmond és Lőwy Zelma lányával, Juliannával. Első felesége 1921-ben Budapesten elhunyt. 1925. március 25-én házasságot kötött Fenyő József és Scheiber Gizella lányával, Borbálával.
Az 1930-as években – egy szociográfiai írása tanúsága szerint – „Több mint tizenötezer családlátogatást végzett és legalább háromezer család életébe kapcsolódott. (Budapesti ínségesek és deklasszáltak életébe.)” Írásai megjelentek a 100%, a Népszava, a Válasz, a Szép Szó című baloldali orgánumokban, valamint a vajdasági Kalangya című folyóiratban.
1943-ban behívták munkaszolgálatra, majd sorstársaival együtt az 1945 áprilisában megnyitott gunskircheni koncentrációs táborba került. Oda általában Mauthausenből vagy közvetlenül a határon kialakított német kényszermunkatáborokból vitték, illetve hajtották gyalogmenetben a foglyokat. Körmendi Zoltán a gunskircheni táborban vagy – Szita Szabolcs könyve szerint – a közeli Hörsching hadikórházában halt meg, a tábor felszabadítása (1945. május 4–5.) után.
Életében három könyve jelent meg: egy verseskötete és egy novelláskötete, valamint egy ifjúsági regény fordítása jelent meg. 1933-ban írt Most már mindent megbocsátok Máriának című regénye csak 1963-ban, összegyűjtött műveinek kiadásában látott napvilágot.

## Munkái
- Tükörcserepek (novellák, Budapest, 1934)
- Regény helyett (versek, Budapest, 1936)
- Tirili útja a világ körül (Fritz Rosenfeld ifjúsági regényének fordítása, Budapest, 1933)[11]
- Nagyvárosi képeskönyv (összegyűjtött írások, szerk. Lénárt Éva, Budapest, 1963)